# MiiNA
MiiNA（ミーナ）は、東京都出身の女性プロマジシャン・イリュージョニスト。ダンサー・モデル。本名・年齢非公開。公益社団法人日本奇術協会 正会員

## 人物
日本のプロマジシャン

## 来歴
3歳の時からダンスを学び
カズ・カタヤマ氏を師事し、プロマジシャンに転向。

## 概要
女性ステージマジシャン。和傘のアクトなどのステージマジック、イリュージョンを得意とする。
2024年2月公益社団法人日本奇術協会「令和5年度顕彰・授賞式」にてホープ賞が授与される

## 主な出演
テレビ
- 日本テレビ「ヒルナンデス！」〈スタジオ生マジック〉（2023年6月22日）[2]
- TBSテレビ「よるのブランチ」〈次くるエンターテイナーSHOW〉（2023年3月15日）[3]
- 日本テレビ「午前０時の森」〈生放送で〇〇を祝いたい！の森〉（2023年1月30日）[4]
- BSフジ「ザ・マジックシアター 第9弾」〈世界も驚くこれが日本のマジシャンだ〉（2022年12月10日）[5]
- フジテレビ「THE MAGIC オールジャンル日本一決定戦」（2022年7月30日）[6]
- 日本テレビ「ダウンタウンのガキの使いやあらへんで!」〈チョコレートプラネット 長田の七変化〉（2020年3月15日）[7]
- 日本テレビ「1億3000万人のSHOWチャンネル」（2021年7月24日）[8]
- BS朝日「BS朝日開局20周年記念特別番組 「お笑い演芸館＋4K2時間スペシャル」（2020年12月6日）[9]
- テレビ東京 「よじごじDays」（2021年1月4日）[10]
- 日本テレビ ドラマ「家売るオンナの逆襲」
- フジテレビ「人気芸能人にイタズラ 仰天ハプニング100連発」

ラジオ
- 渋谷クロスFM「ミミラジ」（2021年3月14日）[11]

ミュージックビデオ
- GRANRODEO「情熱は覚えている」(アニメ『刃牙』主題歌)（2020年9月12日）[12]

PV
- パナソニック はやうま冷凍

雑誌
- THE POWERFUL FEMALE ENTREPRENEURS IN JAPAN 2019 <日本を代表する100人の女性起業家たち>（Tony Roppon/Mayuki Wahira著）

ステージ/公演
- リーガロイヤルホテル大阪「吉村洋文大阪府知事  知事就任3周年記念式典」
- EX THEATER ROPPONGI「OSMAND ULTRA MAGIC FES.2022」
- グランドプリンスホテル新高輪「飛天」ディナーショー
- 三越劇場「第63回 テンヨーマジックフェスティバル 」[13]
- ホテルサンハトヤ　ディナーショー
- ラグーナテンボス「ラグナシア」レギュラーショー
- としまえん「ラストだよ！ENJOY としまえん」[14]
- 帝国ホテル
- ヨコハマグランドインターコンチネンタルホテル
- ホテル阪急インターナショナル
- ヒルトン成田
- オリエンタルホテル東京ベイ
- ホテルオークラ東京ベイ
- ハイアットリージェンシー大阪
- 鎌倉プリンスホテル
- 富士屋ホテル
- パレスホテル立川
- 新横浜グレイスホテル
- 豊島区役所（豊島区交通安全区民のつどい）[15]
- 浅草公会堂
- 東京競馬場
- 勝浦市芸術文化交流センター
- 国際文化会館
- お江戸日本橋亭
- 六本木魔法ダイニングバーOSMAND
- L&S TOKYO

## マジック指導・監修・演出
- SPAT4（地方競馬公式サービス）安田顕篇/TVCM監修[16]
- 吉村洋文大阪府知事「知事就任3周年記念式典」マジックショー/イリュージョンショー演出

## 受賞
- 第七回首都圏マジックコンベンションコンテスト（マジックオリンピア） 優勝
- プリあらマジックアワード2020 グランプリ受賞
- 令和5年度ホープ賞（公益社団法人日本奇術協会）[17]